# كأس بلغاريا 1985–86
كأس بلغاريا 1985–86 (بالبلغارية: Купа на Народна република България 1985/86)‏ هو موسم من كأس بلغاريا. أشرف على تنظيمه اتحاد بلغاريا لكرة القدم، وفاز فيه ليفسكي صوفيا.